# Колландер, Деннис
Челль Деннис Колландер (швед. Kjell Dennis Collander; род. 9 мая 2002, Вестерос) — шведский футболист, полузащитник клуба «Хаммарбю».

## Клубная карьера
Начинал заниматься футболом в клубе «Баркарё». Затем перешёл в «Шильебу», где выступал за различные юношеские команды. В феврале 2018 года подписал с клубом профессиональный контракт. 7 апреля в его составе дебютировал во втором шведском дивизионе, выйдя в стартовом составе на матч с «Норртелье». 5 мая в гостевой игре с «Булльнесом» забил свой первый гол в карьере. В общей сложности по итогам сезона Колландер принял участие в 12 играх, в которых забил один мяч.
17 января 2019 года перебрался в «Эребру», подписав с командой контракт, рассчитанный на три года. Первую игру в составе нового клуба провёл 24 февраля в рамках группового этапа кубка Швеции против «Нючёпинга». 5 июля 2020 года дебютировал в чемпионате Швеции, появившись на поле в конце встречи с «Сириусом», заменив Симона Амина.

## Карьера в сборной
Выступал за юношескую сборную Швеции. В её составе провёл 22 матча и забил два мяча, выполнял роль капитана команды. В мае 2021 года впервые был вызван в состав молодёжной сборной. Дебютировал в её составе 3 июня 2021 года в товарищеской встрече с Финляндией, когда Колландер появился на поле после перерыва вместо Рами Хаяля.

## Клубная статистика
| Выступление      | Выступление      | Выступление      | Лига | Лига | Кубки | Кубки | Конт. кубки | Конт. кубки | Другое | Другое | Итого | Итого |
| Клуб             | Лига             | Сезон            | Игры | Голы | Игры  | Голы  | Игры        | Голы        | Игры   | Голы   | Игры  | Голы  |
| ---------------- | ---------------- | ---------------- | ---- | ---- | ----- | ----- | ----------- | ----------- | ------ | ------ | ----- | ----- |
| Шильебу          | Дивизион 2       | 2018             | 12   | 1    | 0     | 0     | 0           | 0           | 0      | 0      | 12    | 1     |
| Шильебу          | Итого            | Итого            | 12   | 1    | 0     | 0     | 0           | 0           | 0      | 0      | 12    | 1     |
| Эребру           | Аллсвенскан      | 2019             | 0    | 0    | 2     | 0     | 0           | 0           | 0      | 0      | 2     | 0     |
| Эребру           | Аллсвенскан      | 2020             | 15   | 0    | 3     | 0     | 0           | 0           | 0      | 0      | 18    | 0     |
| Эребру           | Аллсвенскан      | 2021             | 11   | 1    | 3     | 0     | 0           | 0           | 0      | 0      | 14    | 1     |
| Эребру           | Итого            | Итого            | 26   | 1    | 8     | 0     | 0           | 0           | 0      | 0      | 34    | 1     |
| Всего за карьеру | Всего за карьеру | Всего за карьеру | 38   | 2    | 8     | 0     | 0           | 0           | 0      | 0      | 46    | 2     |